# Handbuch des Antisemitismus

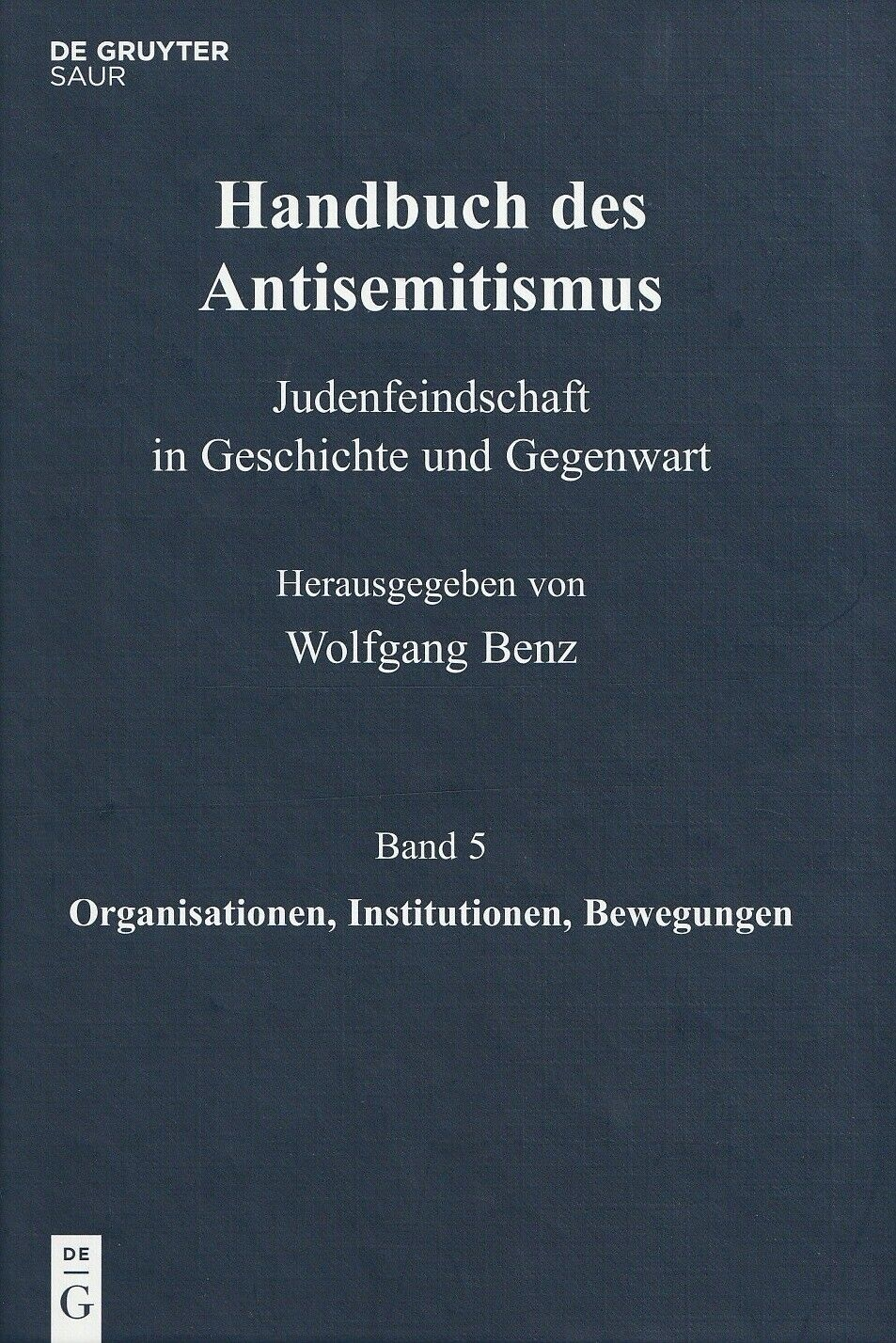
Handbuch des Antisemitismus

Le Handbuch des Antisemitismus est un ouvrage de référence en huit volumes qui est publié par la maison d'édition Walter de Gruyter entre 2008 et 2015. Il est sous-titré Judenfeindschaft in Geschichte und Gegenwart. Le rédacteur en chef est Wolfgang Benz au nom du Centre de recherche sur l'antisémitisme (de) de la TU Berlin. Werner Bergmann, Johannes Heil (de), Juliane Wetzel et Ulrich Wyrwa (de) agissent en tant que coéditeurs.
Selon l'éditeur, l'objectif du manuel est de rassembler toutes les connaissances disponibles - scientifiquement prouvées - sur l'antisémitisme de manière interdisciplinaire et sans limitation de temps ou d'espace. De nombreux scientifiques bien connus de différentes disciplines et de différents pays sont impliqués en tant qu'auteurs.

## Aperçu des tomes
- Tome 1 : Pays et Régions. De Gruyter Saur, Berlin 2008  (ISBN 978-3-598-24071-3) ; édition corrigée 2010  (ISBN 978-3-11-023510-4).
- Tome 2 : Les gens. en deux parties (A-K et L-Z). De Gruyter Saur, Berlin 2009, (AK)  (ISBN 978-3-598-24072-0) ; (L-Z)  (ISBN 978-3-598-24072-0).
- Tome 3 : Concepts, idéologies, théories. 2010  (ISBN 978-3-598-24074-4) .
- Tome 4 : Événements, Décrets, Controverses. 2011  (ISBN 978-3-598-24076-8) .
- Tome 5 : Organisations, Institutions, Mouvements. 2012  (ISBN 978-3-598-24078-2) .
- Tome 6 : Publications. 2013  (ISBN 978-3-11-025872-1) .
- Tome 7 : Littérature, cinéma, théâtre et arts . 2014  (ISBN 978-3-11-025873-8) .
- Tome 8 : Suppléments et registres, 2015  (ISBN 978-3-11-037932-7) .